# Sybra bifuscopunctata
Sybra bifuscopunctata là một loài bọ cánh cứng trong họ Cerambycidae.